# Escut del Milà
L'escut oficial del Milà, aprovat el 9 de maig del 2003. té el següent blasonament:
Escut caironat: de porpra, un milà d'or aferrant una fletxa de sable. Per timbre, una corona de poble.
El milà és un senyal parlant relatiu al nom del poble. La fletxa que agafa és l'atribut de santa Úrsula de Colònia, patrona de la localitat.